# 河滨街道 (伊川县)
河滨街道是中华人民共和国河南省洛陽市伊川县下辖的一个街道办事处。

## 行政区划
河滨街道下辖以下村级行政区划单位：
罗村、彭庄村、任沟村、周岭村、张庄村、李圪当村、许沟村、邑涧村、瑶底村、闵店村、小庄村、大庄村、槐树街村、马营村和梁村沟村。